# 刘禹 (企业家)
刘禹（1986年—），中国企业家。

## 生平經歷
1986年出生于北京市，2011年创立365翻译，2015年公司被阿里巴巴集团收购，担任阿里语言服务事业部总经理。2018年获得瓦薩學院学士学位，同年4月加入摩拜单车担任总裁，同年12月接替胡玮炜職務出任首席执行官。2019年1月离职，與胡玮炜共同成立上海考瑞科技发展有限公司，自己擔任法定代表人，胡玮炜擔任监事。